# Castello Rondolino
Il Castello Rondolino è un castello situato nel comune di Cavaglià in Piemonte.

## Storia
Il castello è frutto di una ricostruzione in stile neomedievale avvenuta alla fine del XIX secolo per volontà della famiglia Rondolino.

## Descrizione
L'edificio si compone di tre corpi: uno centrale a base quadrangolare, una torre ed una struttura separata ma collegata alla parte principale che riprende le forme di una corte colonica. Il corpo centrale e la torre sono contraddistinti da una merlatura.

## Galleria d'immagini

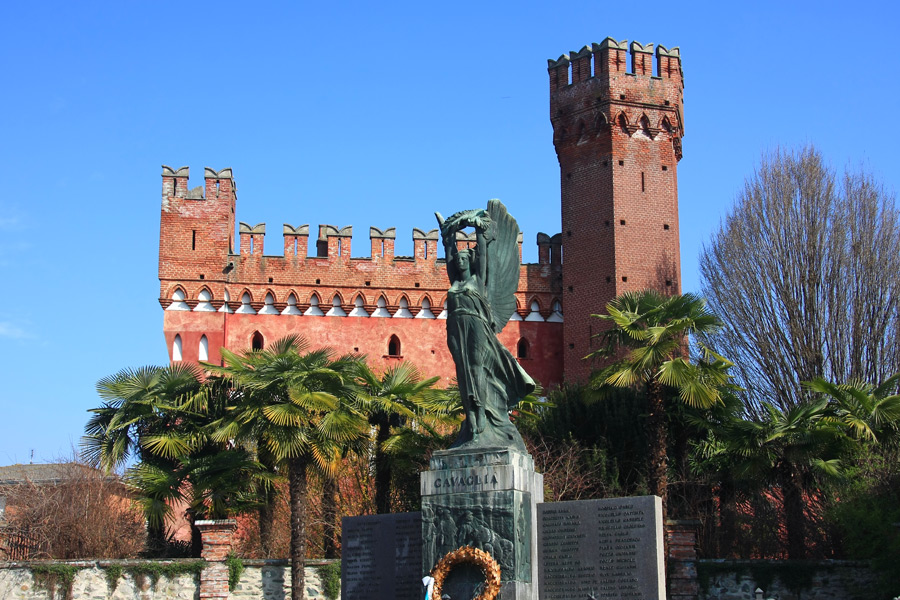
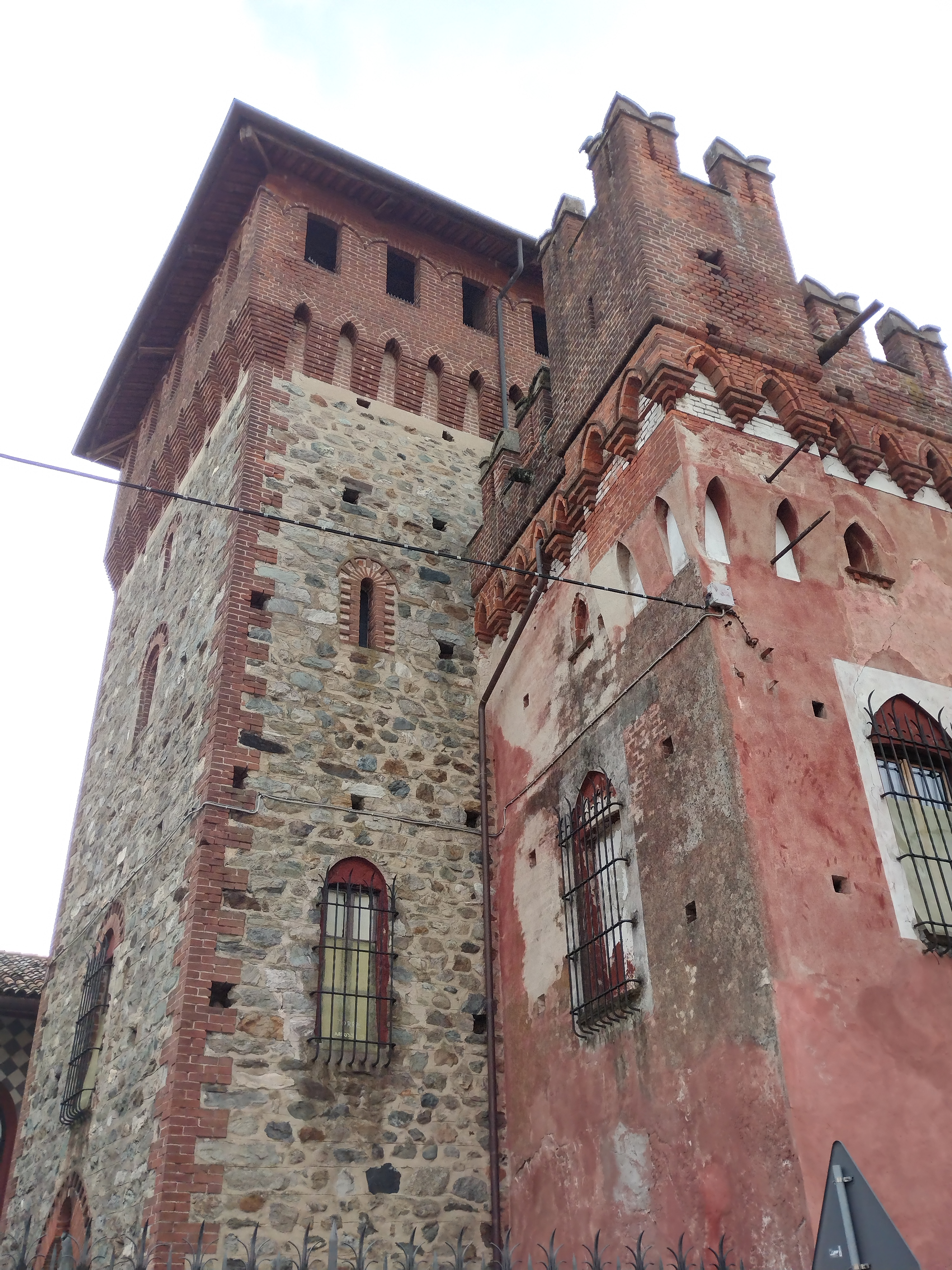
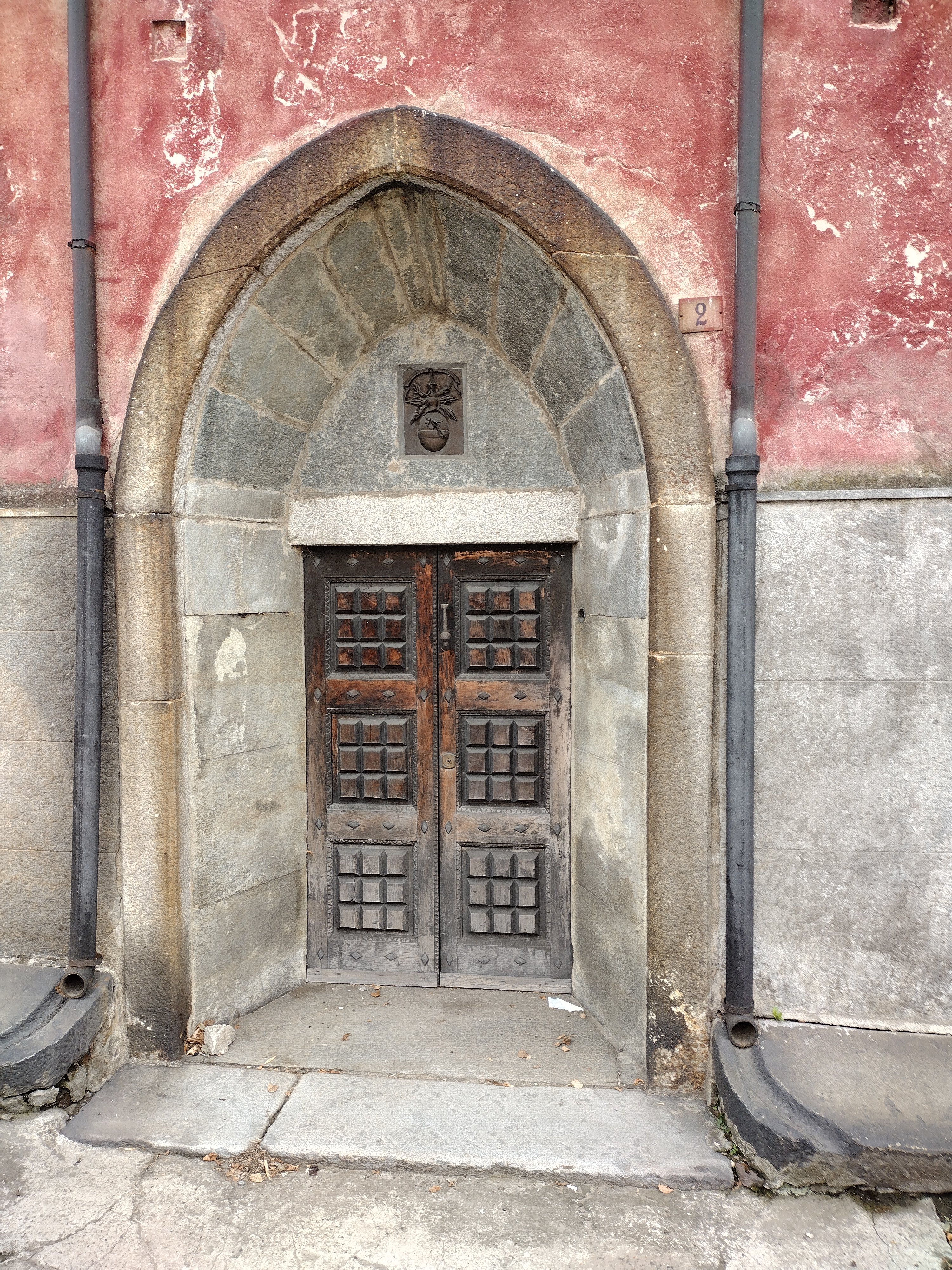